# Ammophila laevicollis
Ammophila laevicollis es una especie de avispa del género Ammophila, familia Sphecidae.

## Taxonomía
Fue descrito por primera vez en 1886 por Ed. André.